# Muster
Ein Muster ist allgemein eine durch Wiederholbarkeit ihrer Merkmale gekennzeichnete Struktur, die als Vorlage, Vorbild oder Kopie auftreten kann; insbesondere wird eine durch gleichartige Wiederholung geprägte Denk-, Gestaltungs-, Verhaltens- oder Herstellungsweise als Muster bezeichnet. Das Wort muster, munstre wurde im 15. Jahrhundert aus italienisch mostra „Zeichen, Schaustellung“ und mittellateinisch monstra „Probestück“ entlehnt, das auf lateinisch mōnstrāre „zeigen, hinweisen, anweisen“ zurückgeht.
Ein Muster kann in verschiedenen Instanzen ähnlicher Objekte vorliegen, sodass diese sich nach Erkennung des Musters zusammenfassen lassen: So beschäftigt sich die Taxonomie mit Mustern, beispielsweise wurden in der biologischen Taxonomie Pflanzen nach morphologischen Merkmalen zusammengestellt. 
Des Weiteren kann ein Muster ein Merkmal sein, das bei Wiederholungen eines größeren Zusammenhangs erhalten bleibt bzw. reproduziert wird. Die Wiederholungen können räumlicher (z. B. Stoffmuster) und/oder zeitlicher Art (z. B. Verhaltensmuster) sein oder auch reproduktiver Art (z. B. als Vorlage). Muster Erzeugnis als Prototyp zum praktischen Nachweis der Realisierung der Fertigung und Montage, der Eigenschaften oder der Beschaffenheit einer Serie von Erzeugnissen. Es gibt Fertig,- Funktions,- und Anschauungs-Muster.

## Beispiele
Als Muster werden des Weiteren bezeichnet:
- eine graphische Struktur, siehe Muster (Struktur)
  - in der Textiltechnik, siehe Rapport (Textil)
  - in der Kunst, siehe Ornament

- ein Vorbild oder eine Vorlage für etwas
- eine Produktprobe, auch Warenprobe genannt, siehe auch: Ausfallmuster
- psychologische Verhaltensmuster,
- Textmuster,
- in der Soziologie gesellschaftliche Handlungsmuster, siehe Pattern variables,
- in der Informatik Beschreibungsmuster von Zeichenketten, siehe regulärer Ausdruck,
- in der Musik eine wiederkehrende, selten veränderte, rhythmische, harmonische oder melodische Tonfolge,

- eine wiederverwendbare Problemlösung im Sinne von Christopher Alexander (Mustertheorie)
  - allgemein philosophisch Muster (Systemtheorie)
  - in der Softwareentwicklung ein Analysemuster, Entwurfsmuster oder Architekturmuster
  - in der Architektur als Architekturmuster (Architektur)
  - in der Produktentwicklung[3]

- in der Lichttechnik Projektionsmuster, auch Gobo genannt
- in der Computersicherheit Virensignaturen für Antivirensoftware
- in der Fliegerei Flugzeugmuster als Synonym für Flugzeugtyp
- in der Kryptologie die Struktur einer Textpassage, siehe: Mustersuche (Kryptologie)